# آو دره
آو دره (به لاتین: Av Darreh) یک منطقهٔ مسکونی در افغانستان است که در ولایت بامیان واقع شده‌است.